# Lepidogryllus parvulus
Lepidogryllus parvulus är en insektsart som först beskrevs av Walker, F. 1869.  Lepidogryllus parvulus ingår i släktet Lepidogryllus och familjen syrsor. Inga underarter finns listade i Catalogue of Life.